# Cuba (Alabama)
Cuba es un pueblo ubicado en el condado de Sumter en el estado estadounidense de Alabama. En el censo de 2000, su población era de 363. 

## Demografía
En el 2000 la renta per cápita promedia del hogar era de $ 50.795$ , y el ingreso promedio para una familia era de 57.500$. El ingreso per cápita para la localidad era de 21.130$. Los hombres tenían un ingreso per cápita de 36.500$ contra 20.179$ para las mujeres.

## Geografía
Cuba está situado en 32°26′2″N 88°22′18″O / 32.43389, -88.37167 (32.433782, -88.371776).
Según la Oficina del Censo de los EE. UU., la ciudad tiene un área total de 4.07 millas cuadradas (10.54 km ²).